# Pseudanaesthetis assamensis
Pseudanaesthetis assamensis là một loài bọ cánh cứng trong họ Cerambycidae.